# Gałwuny

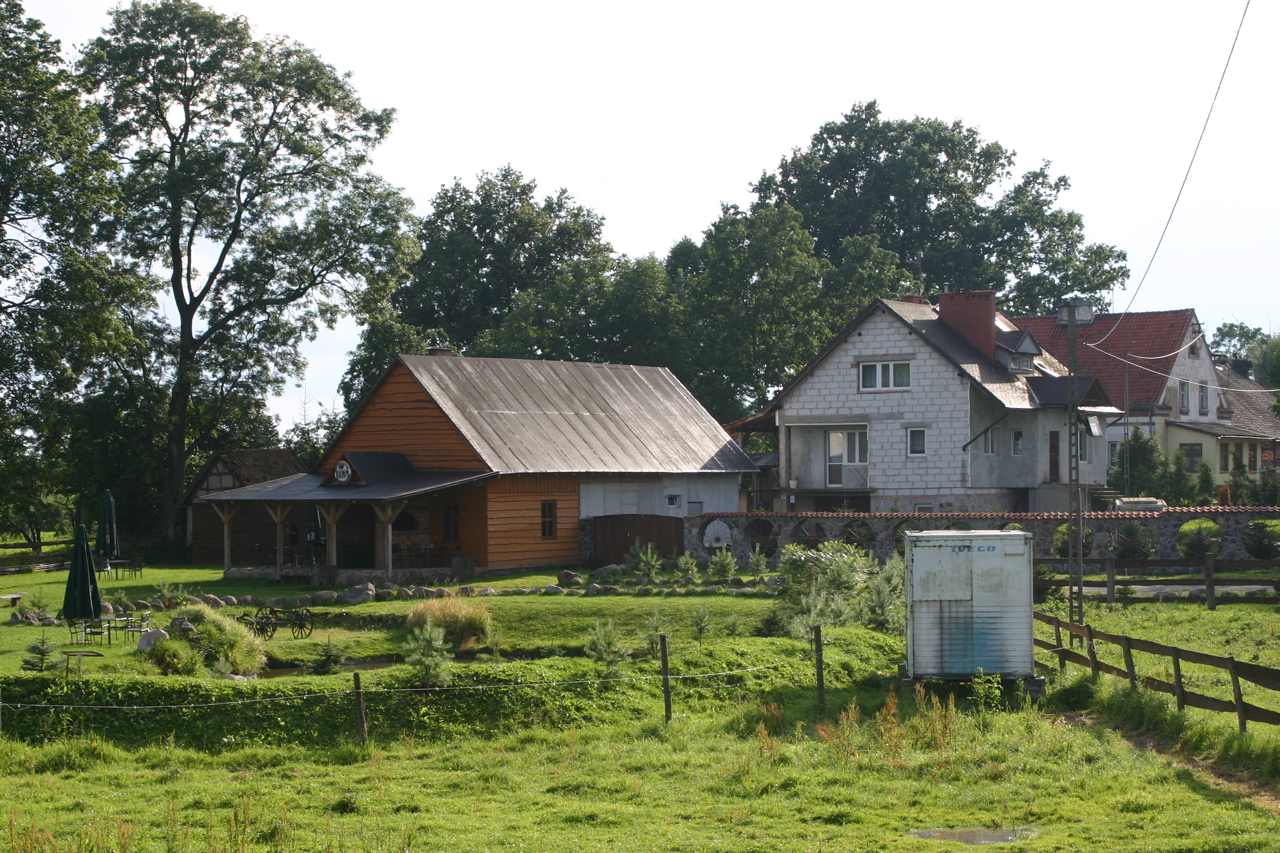
Gałwuny, 2009

Gałwuny (deutsch Groß Galbuhnen) ist ein Dorf in Polen in der Landgemeinde Kętrzyn (Rastenburg), Woiwodschaft Ermland-Masuren.

## Geographische Lage
Gałwuny liegt drei Kilometer nordwestlich von Kętrzyn. Etwa 26 Kilometer nördlich des Dorfes verläuft die Staatsgrenze zur Oblast Kaliningrad.

## Geschichte
Der Ort wurde 1419 als Galwonen erwähnt und leitet sich von prußisch „galwa“ (Kopf, Haupt) ab, beschreibt jedoch die Lage in einer Ausbuchtung in einem Teich oder in einem alten Flussbett. Die eigentliche Ortsgründung von Groß Galbuhnen durch einen Lokator fällt in das Jahr 1422, die prußische Siedlung bestand aber schon einige Zeit vorher. 1533 hieß der Ort Groß Galbun, ab 1689 Groß Galbuhnen. In diesem Jahr gab es im Ort, der neun Hufen Fläche einnahm, zwei Schenken. Die Einwohner mussten elf Scheffel Roggen, Weizen und Gerste sowie 15 Scheffel Hafer entrichten. Die Siedlung gehörte zur Pfarrei des Heiligen Georg in Kętrzyn. Im 18. Jahrhundert wurde eine Schule im Dorf gegründet.
Im Januar 1945 marschierte die Rote Armee in das Dorf ein und die Siedlung wurde als Folge des Zweiten Weltkriegs Teil Polens. 1954 wurde Gałwuny Sitz einer Gromada mit Julian Ślęzak als Leiter. Die Gromada wurde bereits 1957 wieder aufgelöst. 1973 wurde Gałwuny Sitz eines Schulzenamtes (sołectwo) mit drei Ortschaften. Das Schulzenamt war wiederum Teil der Gemeinde Kętrzyn. Heute (2006) gehören zum Schulzenamt die Ortschaften Borki (Borken), Kaskajmy (Groß Köskeim), Katkajmy (Kattkeim), Olchowo (Erlenhof) und Ostry Róg (Scharfenort).

### Einwohnerentwicklung
1785 besaß Groß Galbuhnen 20 Wohnhäuser, 1818 waren es zwei weniger mit 132 Einwohnern. 1939 hatte der Ort 381 Einwohner und 1970 waren es 225.

## Verkehr
Durch das Dorf führt die Woiwodschaftsstraße 592. Im Süden endet diese in der etwa drei Kilometer entfernten Kreisstadt Kętrzyn. Im Nordwesten kreuzt sie in etwa 15 Kilometern die Woiwodschaftsstraße 590, die nach Reszel (Rößel) und Korsze (Korschen) führt. Die 592 endet in Bartoszyce (Bartenstein).
Der nächste polnische internationale Flughafen ist der Lech-Wałęsa-Flughafen Danzig, der wichtigere Frédéric-Chopin-Flughafen Warschau liegt etwa 200 Kilometer entfernt. Der russische Flughafen Kaliningrad liegt etwa 90 Kilometer nördlich.

## Persönlichkeiten
- Johann Vladislaus von Suchodoletz (1687–1751), polnischer Baumeister, Geodät und Kartograf in preußischen Diensten
- Julius von Mirbach-Sorquitten (1839–1921), Offizier, Mitglied des Preußischen Herrenhauses und des Reichstages